# Bravo ragazzo (Ridillo)
Bravo ragazzo è un singolo dei Ridillo pubblicato nel 2010.
Il brano verrà in seguito inserito dall'album Playboys del 2011. Esce solo in edizione digitale..

## Tracce
Download digitale
1. Bravo ragazzo - 3:19